# Wheatstonebro
 Der er for få eller ingen kildehenvisninger i denne artikel, hvilket er et problem. Du kan hjælpe ved at angive troværdige kilder til de påstande, som fremføres i artiklen.

En Wheatstonebro eller Wheatstones bro er et klassisk, præcist måleinstrument, der bl.a. anvendes til at måle resistansværdier. Wheatstonebroens princip kan med nogle ændringer også anvendes til at måle impedanser og reaktanser og kaldes så en impedansbro.
Wheatstonebroen blev opfundet af briten Samuel Hunter Christie i 1833 og forbedret af Sir Charles Wheatstone i 1843.
Målemetoden med en Wheatstonebro kan virke gammeldags, men den er stadig ikke gået af mode. Wheatstonebroen anvendes, når yderst præcise målinger er nødvendige - og indeni små specialiserede sensorkredse (fx strain gauge-målekredsløb).
En Wheatstonebro består overordnet af to spændingsdelere (fire resistorer). En kendt anvendelsesmåde er at placere en resistor med ukendt resistans i én af spændingsdelerne. Den vil man gerne bestemme resistansen af. Der er to overordnede fremgangsmåder det kan gøres på:
- Balanceret Wheatstonebro
- Ubalanceret Wheatstonebro

I en Wheatstonebro beregnet til balanceret brug, ændres en eller flere af de tre resterende resistorers resistans - fx varieres resistansen via resistorudskiftning eller via justering af en variabel resistor med resistansaflæsning, indtil de to spændingsdeleres midtpunkters spænding er ens. Via en simpel formel, kan resistorens med den ukendt resistans, beregnes ud fra de tre andre resistorers kendte resistanser. Da spændingen over spændingsdelernes midtpunkter (kaldes her også brogrene) er ens (balanceret), vil der ikke løbe en strøm gennem spændingsmåleren - og beregningerne kan udføres som om spændingsmålerens resistansindflydelse ikke er der. Spændingsforsyningens spænding har endda ikke nævneværdig betydning for beregningen. Spændingsforsyningens spænding skal dog være forskellig fra nul, ellers kan Wheatstonebroen ikke bringes i balance.
I en Wheatstonebro beregnet til ubalanceret brug, er formlen for den ukendte resistans mere omfattende - og omfatter også spændingsforsyningens spænding og spændingsdelernes midtpunkters spændingsforskel. Spændingsmålerens indre modstand mellem spændingsdelernes midtpunkter er også omfattet.

## Balanceret Wheatstonebro
Wheatstonebroen består af:
- Venstre spændingsdeler (spændingsdeleren midtpunkt kaldes venstre brogren):
  - En fast resistor {\displaystyle R_{1}} med eksakt kendt værdi i ohm.
  - En variabel resistor {\displaystyle R_{2}} med en nøjagtig aflæsning af resistans.
- Højre spændingsdeler (spændingsdeleren midtpunkt kaldes højre brogren):
  - En fast resistor {\displaystyle R_{3}} med eksakt kendt værdi i ohm.
  - Den ukendte resistor {\displaystyle R_{x}} vis resistans, der skal bestemmes.
- En følsom indikator. Indikatoren kan være et galvanometer. Indikatorens eneste formål er at indikere ubalance og  ubalancens retning - og vise "nul", når de to brogrene har samme spænding.
- En (ureguleret) jævnspændingsforsyning (fx et batteri).[3][4]

I figuren ses {\displaystyle R_{1}}, {\displaystyle R_{2}} (variabel resistor), {\displaystyle R_{3}} - og {\displaystyle R_{x}} den ukendte resistans. VG er spændingen som galvanometret registrerer. Wheatstonebroen tilføres en jævnspænding mellem punktene A og C.
Ved brug ændres {\displaystyle R_{2}}, indtil galvanometret viser nul spænding. Så er broens to grene i balance; Wheatstonebroens spænding er så ens i de to brogrene - og følgende gælder nu: {\displaystyle {\frac {R_{x}}{R_{3}}}={\frac {R_{2}}{R_{1}}}} (Det er med vilje at {\displaystyle R_{x}} og {\displaystyle R_{2}} er valgt til at være i tællerne af brøkerne, da de kan blive eller være nul)
{\displaystyle \ R_{x}} bliver altså {\displaystyle R_{3}\cdot {\frac {R_{2}}{R_{1}}}}
Bemærk at jævnspændingsforsyningens spænding i volt ikke spiller nogen rolle, når Wheatstonebroen er i balance.  (forsyningsspændingen skal dog være forskellig fra nul) Forsyningsspændingen kan sagtens variere under målingen. Forsyningsspændingen indgår ikke i de matematiske udtryk. Dette er en vigtig iagttagelse og Wheatstonebroens store fordel. Forsyningsspændingens rolle er alene at drive strømme ned gennem de to spændingsdelere, så (mangel på) balance kan iagttages - og balance opnås ved at se på indikatoren og justere {\displaystyle R_{2}}. (Men jo højere forsyningsspænding, jo mere slår indikatoren ud ved ubalance - alt andet lige)
Den kendte faste resistor kan udskiftes med en, som har en anden værdi, for at kunne tilpasse måleområdet til den ukendte resistor.
Præcisionen er hovedsagelig givet af resistorenes nøjagtighed ({\displaystyle R_{1}}, {\displaystyle R_{3}}) - og af den variable resistors aflæsningsnøjagtighed ({\displaystyle R_{2}}).
Indikatoren forstyrrer ikke måleresultatet, da der går nul strøm gennem indikatoren, når der er balance i brogrenene (og aflæsningen af {\displaystyle R_{2}} kan udføres; {\displaystyle R_{1}} og {\displaystyle R_{3}} kan være blevet noteret tidligere).
I den oprindelige Wheatstonebro blev der anvendt faste resistanser, som blev udskiftet indtil Wheatstonebroen var i eller nær balance. Der kom herefter også andre mekaniske udførelser, samt stiksystemer til ændring af referenceresistanens værdi. Udvidede koblinger blev taget i brug, for at måle meget lave resistansværdier præcist.

### Kirchhoffs Wheatstonebro realisering
I den oprindelige balancerede Wheatstonebro blev der anvendt faste resistanser, som blev udskiftet indtil Wheatstonebroen var i eller nær balance. Ulempen ved det er, at det kræver mange omskiftere og mange præcise resistorer.
Wheatstonebroen med en resistanstråd med tapning, blev indført af den tyske fysiker Gustav Robert Kirchhoff (1824–1887). Fordelen ved denne udgave af Wheatstonebroen er at den behøver færre komponenter. Der kom herefter også andre mekaniske udførelser af potentiometret.
Denne Wheatstonebro består af:
- Venstre spændingsdeler (midtpunkt kaldes venstre brogren):
  - Et lineart potentiometer i klassisk forstand. Et klassisk potentiometer laves af resistanstråd, som er spændt op på et bræt med afstandsskala. Tråden er tilkoblet i enderne og til et bevægeligt tappepunkt.[12] Spændingsdelingen i et potentiometer er kendt via den fysiske position af tappepunktet.
- Højre spændingsdeler (midtpunkt kaldes højre brogren):
  - En fast resistor med eksakt kendt værdi i ohm som reference.
  - Den ukendte resistor vis resistans, der skal bestemmes.
- En følsom indikator. Indikatoren kan være et galvanometer. Indikatorens eneste formål er at indikere ubalance og  ubalancens retning - og vise "nul", når de to brogrene har samme spænding.
- En (ureguleret) jævnspændingsforsyning (fx et batteri).[3][4]

I figuren udgøres potentiometret af {\displaystyle R_{1}+R_{2}}, og D er tappepunktet. {\displaystyle R_{3}} er den kendte resistansværdi - og {\displaystyle R_{x}} den ukendte. VG er spændingen som galvanometret registrerer. Wheatstonebroen tilføres en jævnspænding fra fx et batteri.
Ved brug flyttes tappepunktet, indtil galvanometret viser nul spænding. Så er broens to brogrene i balance; Wheatstonebroens spændingsdeling er så ens i de to spændingsdelere - og følgende gælder nu: {\displaystyle {\frac {R_{x}}{R_{3}}}={\frac {R_{2}}{R_{1}}}}
Under forudsætning af potentiometertrådens resistans er lineært proportionalt med længden, vil {\displaystyle R_{1}}={\displaystyle k\cdot L_{1}} og {\displaystyle R_{2}}={\displaystyle k\cdot L_{2}}. Ved at dividere de to ligninger med hinanden fås {\displaystyle {\frac {R_{2}}{R_{1}}}}={\displaystyle {\frac {k}{k}}\cdot {\frac {L_{2}}{L_{1}}}} ⇔ {\displaystyle {\frac {R_{2}}{R_{1}}}}={\displaystyle {\frac {L_{2}}{L_{1}}}}.
Forholdet {\displaystyle {\frac {R_{2}}{R_{1}}}} kan derfor blive bestemt af {\displaystyle T} og {\displaystyle L_{2}} - eller {\displaystyle T} og {\displaystyle L_{1}}: {\displaystyle {\frac {L_{2}}{L_{1}}}={\frac {L_{2}}{T-L_{2}}}}={\displaystyle {\frac {T-L_{1}}{L_{1}}}}, da {\displaystyle T}={\displaystyle L_{1}+L_{2}}, hvor {\displaystyle T} er hele trådens længde. 
{\displaystyle \ R_{x}} kan derfor beregnes som {\displaystyle R_{3}\cdot {\frac {L_{2}}{L_{1}}}}
Bemærk at længdeenheden af {\displaystyle L_{1}}, {\displaystyle L_{2}} og {\displaystyle T} ikke er angivet. Længdeenheden er underordnet, da det kun er forholdet mellem længderne, der er interessant ({\displaystyle {\frac {L_{2}}{L_{1}}}}). Så længdeenheden udgår - uanset om der fx anvendes meter, tommer eller fod. Det er dog vigtigt at samme længdeenhed anvendes til måling af {\displaystyle L_{1}}, {\displaystyle L_{2}} og  {\displaystyle T}.
Præcisionen er hovedsagelig givet af referenceresistorens nøjagtighed - og af potentiometertrådens resistans' jævnhed og dennes aflæsningsnøjagtighed.
Indikatoren forstyrrer ikke måleresultatet, da der går nul strøm gennem indikatoren, når der er balance i brogrenene (og aflæsningen af {\displaystyle L_{2}} kan udføres; {\displaystyle T} og {\displaystyle R_{3}} kan være blevet noteret tidligere).

### Wheatstonebro med lavfrekvent vekselspænding
Faktisk kan Wheatstonebroen også anvende et tonesignal fra en tonegenerator (lavfrekvent vekselspænding på fx 1-5kHz) i stedet for jævnspænding. Som indikator anvendes hovedtelefoner. Men man kan ikke direkte høre retningen, men den kan erkendes fx ved at registreres en lavere signalstyrke, når en bedre balance nærmes.

### Impedansbro
Wheatstonebroen bliver også anvendt til at måle impedanser og reaktanser. Da anvendes en vekselspænding som forsyning og en indikator for vekselstrøm eller vekselspænding, i stedet for et galvanometer. Frekvensen kan varieres og balancering og beregninger bliver noget mere komplicerede.
En impedansbro (støjbro eller antennebro) udgøres af en Wheatstonebro - og indikatoren er udskiftet med en radiomodtager eller diodeprobe.

## Ubalanceret Wheatstonebro
Wheatstonebroen kan også anvendes til at måle små afvigelser i modstandsværdien ved at aflæse galvanometrets udslag efter udbalancering af Wheatstonebroen. Dette forudsætter at galvanometret er kalibreret og at dets indre resistans er kendt. Beregninger i en ubalanceret Wheatstonebro bliver hurtigt komplicerede og voluminøse. Matematiske trekant-stjerne og stjerne-trekant transformationer er meget nyttige hjælpemidler ved sådanne beregninger.
I denne video fra en MIT beskrives løsningen af "Rx" i en ubalanceret Wheatstonebro.